# Dagmar Halašová
Dagmar Halašová (* 26. února 1974 Prostějov) je česká učitelka, kandidátka ODS ve volbách do Senátu PČR v roce 2018 v obvodu č. 62 – Prostějov.

## Život
Vystudovala Střední průmyslovou školu strojní v Prostějově a následně si doplnila vzdělání o personální management a psychologii. V letech 1995 až 2003 pracovala nejprve na marketingovém a personálním útvaru První brněnské strojírny v Brně, poté jako ředitelka marketingových komunikací a tisková mluvčí v nadnárodních společnostech ABB a Alstom, taktéž v Brně.
Po mateřské dovolené (2003 až 2006) nastoupila jako učitelka na Základní školu v Nezamyslicích a vystudovala obor učitelství pro 1. stupeň základní školy na Pedagogické fakultě Masarykovy univerzity (promovala v roce 2013 a získala titul Mgr.).
Dagmar Halašová je vdaná a má dvě dcery. Žije v obci Doloplazy na Prostějovsku.

## Politická kariéra
Je členkou ODS. Za stranu kandidovala v Olomouckém kraji ve volbách do Poslanecké sněmovny PČR v roce 2017, ale neuspěla.
Ve volbách do Senátu PČR v roce 2018 kandidovala za ODS v obvodu č. 62 – Prostějov. Se ziskem 7,76 % hlasů skončila na 7. místě.